# Degradazione di Edman
La degradazione di Edman, dal nome di Pehr Edman che la sviluppò, è un metodo che permette di sequenziare gli amminoacidi presenti all'interno dei peptidi. Questa consente di tagliare un solo residuo, quello N-terminale, il quale con l'isotiocianato di fenile (PITC) va a formare una feniltioidantoina facilmente identificabile con semplici tecniche analitiche.

## Meccanismo di reazione
Il feniltioisocianato reagisce con il gruppo amminico del residuo amminoacidico N-terminale convertendolo in un addotto feniltiocarbammilico; il legame successivo vicino al PTC viene rotto mediante trattamento con acido trifluoroacetico in ambiente anidro con liberazione dell'amminoacido N-terminale come derivato anilinotioazolinico. Il derivato amminoacidico viene estratto con solventi organici, convertito nella forma più stabile feniltioidantoinica mediante trattamento con acidi diluiti e quindi identificato. Il derivato amminoacidico viene estratto mediante trattamento con solventi organici. La catena polipeptidica rimanente presenterà ora all'estremità ammino terminale il secondo amminoacido della catena polipeptidica iniziale. Ripetendo il ciclo si possono identificare i successivi amminoacidi; mediante macchinari specializzati si possono sequenziare fino a 50 residui in modo del tutto automatico utilizzando delle apparecchiature note come sequenziatori.

## Limiti
Essendo attualmente l'affidabilità della reazione pari al 99% per ogni ciclo di reazione, non è possibile sequenziare peptidi di lunguezza maggiore ai 50 amminoacidi. Inoltre i ponti disolfuro interferiscono con il PITC. Quindi è necessario sia frammentare la catena polipeptidica sia eliminare i ponti disolfuro. Per la frammentazione si possono usare metodi enzimatici o metodi chimici. Per la rottura dei ponti disolfuro si utilizzano ossidazioni con acido performico o riduzioni con ditiotreitolo o beta-mercaptoetanolo.